# Сулеймен, Ляззат Жанылыскызы
Ляззат Жанылыскызы Сулеймен (каз. Ләззат Жаңылысқызы Сүлеймен; род. 10 февраля 1961, село Жансугуров, Аксуский район, Алматинская область, Казахская ССР) — казахстанский политический деятель. Депутат сената парламента Республики Казахстан (2019—2023).

## Биография
В 1983 году окончила Казахский педагогический институт имени Абая по специальности математика, в 1992 году — Российский государственный социальный институт по специальности экономика и социология труда. В 2010 году защитила учёное звание кандидата социологических наук, тема диссертации: «Электоральное поведение молодёжи Казахстана: тенденции и перспективы развития».
С июля по август 1979 года — рабочая совхоза Каракемер Аксуского района Талды-Курганской области.
С 1983 по 1985 годы — учитель математики, организатор внеклассной и внешкольной работы средней школы имени Чапаева Талды-Курганской области.
С 1986 по 1990 годы — второй секретарь, первый секретарь Аксуского райкома ЛКСМ Казахстана Талды-Курганской области.
С 1992 по 1994 годы — председатель Талдыкорганского областного комитета по делам молодёжи.
С 1994 по 1997 годы — первый заместитель начальника Талдыкорганского областного управления по делам молодёжи, туризма и спорта, заведующая отделом внутренней политики и социальной сферы аппарата акима города Талдыкорган.
С сентябрь по декабрь 1997 годы — главный специалист отдела по делам молодёжи департамента координации контроля министерства образования и культуры Республики Казахстан.
С декабрь 1997 по ноябрь 1998 годы — ведущий специалист, главный специалист отдела по связям с казахской диаспорой департамента по развитию языков министерства информации и общественного согласия Республики Казахстан.
С ноябрь 1998 по июнь 2003 годы — консультант, заведующая информационно-аналитическим отделом Центральной избирательной комиссии Республики Казахстан.
С 25 июня 2003 года до августа 2019 года — член Центральной избирательной комиссии Республики Казахстан.
4 декабря 2014 года указом президента Республики Казахстан назначена заместителем председателя национальной комиссии по делам женщин и семейно-демографической политике при президенте Республики Казахстан.
12 августа 2019 года указом президента Республики Казахстан назначена депутатом сената парламента Республики Казахстан. 24 января 2023 года указом президента полномочия были прекращены.

## Награды
- Орден Курмет (7 декабря 2013 года)[7]
- Медаль «За трудовое отличие» (декабрь 2006 года)[8]
- Медаль «10 лет независимости Республики Казахстан» (2001)
- Медаль «10 лет Конституции Республики Казахстан» (2005)
- Медаль «10 лет Астане» (2008)
- Медаль «20 лет независимости Республики Казахстан» (2011)
- Медаль «20 лет Конституции Республики Казахстан» (2015)
- Медаль «25 лет независимости Республики Казахстан» (2016)

## Семья
Замужем. Супруг — Женис Сахметов, главный эксперт аппарата Центральной избирательной комиссии Казахстана.
Сыновья — Жаннур (1995 года рождения), Жандос (2000 года рождения).